# Западная ремонстрация
Западная ремонстрация (англ. Western Remonstrance) была составлена 17 октября 1650 года шотландцами, которые требовали соблюдения Закона о классах (1649 г.) (отстранения «ингейджеров от армии и других влиятельных должностей) и протестовали против того что Карл, сын недавно обезглавленного короля Карла I, будет коронован королем Шотландии. Те, кто поддержал ремонстрацию, известны как ремонстранты (англ. Remonstrants, Remonstrancers) или протестеры (англ. Protestors). Как наиболее радикальное течение в ковенантском движении Шотландии, ремонстранты выступали за установление теократического режима и полный разрыв с королём, роялистами и «ингейджерами».

## Идеология и социальная опора
Центральным моментом идеологии ремонстрантов была убежденность в том, что пресвитерианство является единственной истинной религией, а все иные конфессии или просто либеральные воззрения подлежат искоренению как противные Богу. Ремонстранты выступали за усиление роли пресвитерианских церковнослужителей и подчинение государственного аппарата руководящим указаниям церкви Шотландии. Помимо враждебности к роялистам и «ингейджерам», ремонстранты также отрицательно относились к идее религиозной терпимости, пропагандируемой английскими «индепендентами» во главе с Оливером Кромвелем.
Социальной основой движения являлось пресвитерианские священнослужители, фанатично настроенные социальные низы, а также часть горожан и лэрдов. В территориальном плане наибольшую поддержку ремонстранты имели в областях юго-западной Шотландии (Кайл, Каннингем, Каррик, Галлоуэй). Движению не хватало участия крупного дворянства и светских авторитетных лидеров. Одним из наиболее ярких представителей ремонстрантов был Арчибальд Джонстон, один из авторов «Национального ковенанта» 1638 года.

## Возникновение движения
Ремонстранты были главной движущей силой государственного переворота 1648 года, свергнувшего правление «ингейджеров» и на два года установившего господство церковников и ультра-протестантов в Шотландии. Однако позднее, после казни англичанами Карла I и заключения Бредского соглашения с его сыном Карлом II, а также под влиянием угрозы завоевания Шотландии войсками Кромвеля, бывшие лидеры крайних пресвитериан (маркиз Аргайл и другие) склонились к возможности компромисса с роялистами и «ингейджерами». Это вызвало в 1650 году раскол ковенантского движения на ремонстрантов и резолюционистов. Опубликовав 17 октября 1650 году в Дамфрисе «Западную ремонстрацию», радикальное крыло ковенантеров приступило к созданию собственной «священной» армии в юго-западных графствах, в которую принимали только наиболее фанатично настроенных солдат. Несмотря на молитвы в декабре 1650 года «священная армия» была разбита английским отрядом Джона Ламберта.
В 1651 году большинство членов генеральной ассамблеи и парламента Шотландии высказалось за объединение всех сил страны (включая роялистов и «ингейджеров») для борьбы с Англией. Ремонстранты подали свой протест против этого постановления (отсюда движение получило своё второе название — протестеров), заявив что принятие решений большинством противоречит божественным установлениям. В стране начали создаваться параллельные органы власти ремонстрантов и резолюционистов. Этот конфликт между двумя ветвями ковенантского движения оказался гораздо более серьёзным для страны, чем раскол на ковенантеров и сторонников епископата в начале 1640-х годов. Шотландия фактически разделилась на два враждующих лагеря с собственными системами управления. Это способствовало относительной легкости в завоевании страны Кромвелем: к середине 1652 года вся Шотландия оказалась под властью английских войск.

## Ремонстранты в период правления Кромвеля
Правительство Кромвеля пыталось достичь соглашения как с ремонстрантами, так и с резолюционистами. Первых с английскими «индепендентами» сближала враждебность к королю и роялистам и пренебрежение к демократическим принципам. Поэтому на первом этапе ремонстранты активно привлекались на службу новому режиму, причём английские власти зачастую насильственным образом добивались вхождения протестеров в церковные органы управления, исключая оттуда резолюционистов. В 1654 году назначение церковнослужителей (министериалов) было изъято из ведения церковных судов и передано группе ремонстрантов. Резолюционисты изгонялись из университетов и других учебных заведений. Однако, в долгосрочном плане ремонстранты оказались ненадёжными союзниками Кромвеля: их бескомпромиссность и резкая враждебность к принципу веротерпимости не могла обеспечить устойчивость государственного аппарата. Поэтому, начиная со 2-й половины 1650-х годов, ремонстранты постепенно начинают уступать свои места в кромвелевской администрации более умеренным резолюционистам. Тем не менее лидеры ремонстрантов продолжали сотрудничество с англичанами. Так Арчибальд Джонстон стал одним из представителей Шотландии в парламентах Кромвеля 1658 и 1659 годов.

## Ремонстранты после Реставрации
Реставрация Стюартов в 1660 году принесла восстановление епископата и отмену всех актов парламента периода революции. Группа ремонстрантов, собравшихся в Эдинбурге для принятия адреса королю против епископального устройства, была арестована. В 1661 году был отменён Ковенант, в стране начались репрессии против лиц, сотрудничавших с Кромвелем. Джонстон бежал во Францию, маркиз Аргайл был казнён. Генеральная ассамблея была подчинена епископам и парламенту. Священники-ремонстранты изгонялись со своих кафедр за отказ отречься от Ковенанта. Особенно сильное влияние эти мероприятия имели в юго-западной Шотландии: от половины до четырёх пятых министериалов Галлоуэя, Айршира и Дамфриса были смещены и заменены более лояльными правительству церковнослужителями. Вместе с ремонстрантами свои посты потеряли и большая часть резолюционистов. В результате, перейдя в оппозицию, эти два радикальных течения в ковенантском движении стали сближаться и в дальнейшем в отношениях с правительством и королём выступали единым фронтом.